# Steroid trong điều trị lao

## Steroid trong điều trị lao
Tính hữu ích của corticosteroid (ví dụ, prednisolone hoặc dexamethasone) trong điều trị lao được chứng minh trong bệnh viêm màng não do lao và viêm màng ngoài tim do lao. Liều dùng cho bệnh viêm màng não do lao là dexamethasone từ 8 đến 12 mg mỗi ngày giảm dần trong sáu tuần (đối với những người thích dùng liều chính xác hơn nên tham khảo Thwaites và cộng sự, 2004 ). Liều dùng cho viêm màng ngoài tim là prednisolone 60 mg mỗi ngày giảm dần trong vòng 4 đến 8 tuần.
Steroid có thể có lợi ích tạm thời trong viêm màng phổi, lao cực kỳ tiến triển và lao ở trẻ em:
- Viêm màng phổi: prednisolone 20–40 mg mỗi ngày giảm dần trong vòng 4 đến 8 tuần
- Lao cực kỳ tiến triển: 40 đến 60 mg mỗi ngày giảm dần trong vòng 4 đến 8 tuần
- Lao ở trẻ em: 2 đến 5 mg / kg / ngày trong một tuần, 1 mg / kg / ngày vào tuần tới, sau đó giảm dần trong 5 tuần

Steroid có thể mang lại lợi ích trong viêm phúc mạc, bệnh miliary, viêm tủy xương củ, viêm tủy xương do lao, lao thanh quản, viêm hạch và bệnh sinh dục, nhưng bằng chứng là rất ít và việc sử dụng thường xuyên của steroid không thể được khuyến khích. Điều trị steroid ở những bệnh nhân này nên được xem xét trên cơ sở từng trường hợp bởi bác sĩ. 
Thalidomide có thể có lợi trong viêm màng não lao và đã được sử dụng trong trường hợp bệnh nhân không đáp ứng với điều trị steroid. 